# Funchalense (Schiff, 1952)
Die Funchalense (2) war ein 1952 gebautes portugiesisches Frachtschiff, das bis 1981 den Frachtverkehr zwischen dem portugiesischen Festland und Madeira, später auch den Azoren übernahm, von 1966 bis zum Abwracken 1982 unter dem Namen Ihla de Porto Santo.

## Bau und technische Daten
Auf Bestellung der Reederei Empresa de Navegação Madeirense aus Funchal vom 6. April 1951 baute die Werft Estaleiros Navais de Viana do Castelo in Aveiro ihr erstes Frachtschiff. Unter der Baunummer 14 erfolgte im Februar 1952 die Kiellegung des Schiffes, das am 27. April 1952 vom Stapel lief und im April 1953 fertig gestellt wurde. Vom ersten Motorfrachter der Reederei übernahm sie den Namen Funchalense, benannt nach den Einwohnern von Funchal, der Hauptstadt und dem Sitz der Reederei auf Madeira. Das Schiff war nicht nur der erste Frachter der Werft, sondern auch das erste in Portugal gebaute Fruchtschiff und der erste Neubau der Reederei.
Ihre Länge betrug 58,99 Meter, sie war 8,87 Meter breit, hatte einen Tiefgang von 3,40 Metern und war mit 657 BRT bzw. 316 NRT vermessen bei einer Tragfähigkeit von 585 Tonnen und einem Rauminhalt von 857 m³ in zwei Laderäumen. Der Antrieb bestand aus einem Sechszylinder-Dieselmotor vom Typ TMAS 396 # 1370 des Herstellers Werkspoor aus Amsterdam. Er erzielte 780 PS und wirkte auf eine Schraube. Damit erreichte sie eine Geschwindigkeit von 11,0 Knoten. Zur Besatzung zählten 12 Mann, dazu konnte sie 9 Passagiere aufnehmen.

## Geschichte
Die Reederei Empresa de Navegação Madeirense übernahm das Schiff am 22. April 1953 in Lissabon von der Werft. In der portugiesischen Handelsmarine war der Frachter das dritte Fruchtschiff, für die Reederei das erste Schiff dieser Art. Ihre erste Reise begann die Funchalense am 1. Mai 1953 zum Madeira-Archipel. Sie ersetzte ihre aus dem Jahr 1927 stammende Namensvorgängerin und pendelte abwechselnd mit der Madeirense (1) zwischen dem portugiesischen Festland und Madeira. Im wöchentlichen Rhythmus brachte sie alle auf dem Archipel benötigten Waren sowie Produkte und meist auch einige Passagiere nach Funchal und nahm auf dem Rückweg die Exportprodukte der Insel – wie Bananen oder Wein – mit nach Portugal. 1966 gab die Reederei dem Schiff den neuen Namen Ilha de Porto Santo, um einen bei der Werft Estaleiros São Jacinto bestellten Neubau den Namen Funchalense weiterzugeben.
Nach 15 Dienstjahren stellte die Reederei das Schiff am 13. September 1968 in Lissabon zunächst außer Dienst, reaktivierte es aber bereits im Februar 1969 wieder, um es an die Empresa Insulana de Navegação zu verchartern. Die Empresa Insulana de Navegação, die ebenfalls zwischen Lissabon, Madeira und darüber hinaus den Azoren verkehrte, ersetzte mit ihr die am 17. Januar untergegangene Terceirense. Das Schiff verkehrte nun in Charter zwischen Lissabon, Setúbal, Funchal und Aveiro. Mit der Fusion der beiden Reedereien Empresa Insulana de Navegação und Companhia Colonial de Navegação im April 1974 ging die Charter an die neue Reederei Companhia Portuguesa de Transportes Marítimos über.
Die Companhia Portuguesa de Transportes Marítimos übernahm das Schiff am 29. November 1974 unter Beibehaltung des Namens und der Registrierung. Nach der Verstaatlichung des Unternehmens im April 1975 setzte die Reederei das Schiff im Inseldienst der Azoren ein. In dieser Zeit änderte sie den Heimathafen am 4. Oktober 1976 von Funchal auf Lissabon und stellte sie fünf Jahre später am 13. Januar 1981 in Lissabon außer Dienst. Im Juni 1982 verkaufte sie das Schiff an die Abwrackwerft Baptista & Irmãos in Alhos Vedros bei Setúbal.